# Michael Teschl
Michael Teschl (født 30. juni 1971 i Aarhus) er en dansk journalist, tv-tilrettelægger, forfatter, foredragsholder, komponist og sanger. Teschl er opvokset i Nykøbing Mors.

## Journalist, tv-tilrettelægger og forfatter
I 2003 udgav Teschl sin delvis selvbiografiske debutroman “Sunde tanker fra en syg sjæl”. To år senere fulgte fortsættelsen “Stik farmor en plade”. Herefter rettede Teschl sit fokus på erhvervslivet. I 2008 udgav han en dramadokumentarisk beretning om den skandaleombruste tobaksfamilie Færch, der i 2014 blev efterfulgt af et portræt af forhenværende Codan-direktør Peter Zobel, der blev til i samarbejde med hovedpersonen. I februar 2016 udkom “Jan Bonde Nielsen - Afsløret” om den kontroversielle udlandsdanske erhvervsmand Jan Bonde Nielsen, udgivet og skrevet i samarbejde med journalist Birgitte Dyrekilde. Teschl og Dyrekilde blev efterfølgende nomineret til Erhvervsjournalistprisen 2016 for deres arbejde med bogen. 
I november 2019 udgav Teschl bogen "Den dag Brita forsvandt" om Pedal Ove-sagen på Politikens Forlag, som også resulterede i TV 2-dokumentaren "Mysteriet om Pedal Ove" - to produktioner som Teschl blev indstillet til en Cavling for .
Siden 2014 har Teschl arbejdet som undersøgende journalist og tilrettelægger hos medievirksomheden Dokumentarium, hvorigennem han har været tilrettelægger på DR2-dokumentaren "DF og de skjulte bilag"
I 2019 stod Teschl bag dokumentarserien "Mysteriet om Pedal-Ove"", produceret af Dokumentarkompagniet og sendt på TV2 og TV2 Play med premiere den 14. november 2019. Serien er i tre afsnit.
Siden efteråret 2020 har Teschl været en fast del af det århusianske produktionsselskab Kompagniet (tidligere Dokumentarkompagniet). På Kompagniet har Teschl været tilrettelægger og vært på dokumentarserien "Drabet i skoven" fra 2021 om drabet på Anders Mark Hansen i Fællesskoven på Stevns.
I februar 2023 stod Teschl bag dokumentarserien "Saxo Bank bag facaden", som afdækkede historien om russiske kunders betydning for opbygningen af den danske investeringsbank.
I oktober 2023 var Teschl aktuel som tilrettelægger og vært på dokumentarserien "Blev vores datter myrdet?" om 28-årige Henriette Aabenhuus, som i 2012 blev fundet hængt i et elkabel efter en bytur i Grenaa.
I november 2024 Teschl aktuel som tilretteægger og vært på dokumentaren "Tro, håb og voldtægt", som afdækker mormonkirkens kirkerets ageren i sager om bedøvelse og voldtægt af et kvindligt medlem. Dokumentaren medførte blandt andet, at kirkeministeren indledte en tilsynssag  mod mormonkirken samtidig med, at flere medlemmer af Folketinget rejste sagen overfor justitsministeren.
Senest er Teschl aktuel som tilrettelægger og vært på dokumentarpodcasten Maskefald hos Podimo.

### TV-produktioner
- DF og de skjulte bilag (dokumentar, Nordisk Film TV, DR2, 2017)
- Mysteriet om Pedal-Ove (dokumentarserie i 3 afsnit, Dokumentarkompagniet, TV 2, 2019)
- Drabet i skoven (dokumentarserie i 4 afsnit, Kompagniet, TV 2, 2021)
- Saxo Bank bag facaden (dokumentarserie i 2 afsnit, Kompagniet, TV 2, 2023)
- Blev vores datter myrdet? (dokumentarserie i 3 afsnit, Kompagniet, TV 2, 2023)
- Tro, håb og voldtægt (dokumentar, Kompagniet, TV 2, 2024)

### Podcasts
- Mormonkirkens forbrydelser (dokumentarpodcast i 3 episoder, Podimo, 2024)
- Pedal Ove's lørdag (dokumentarpodcast i 5 episoder, Podimo, 2025)

## Musiker
I 1991 flyttede han til København, hvor han ernærede sig som forsanger i forskellige bands. Han blev almindeligt kendt, da han som 22-årig i august 1993 vandt det skandinaviske TV-talent- og underholdningsprogram “Man-o-Man”. Den 25. september 1995 udgav Teschl sit første soloalbum “This Is How You Fall In Love” med producerne Mads Michelsen, Per Chr. Frost og Michael Bruun. Efter den første live-turne tog Teschl i december 1996 til London for at påbegynde indspilningerne til sit andet solo-album sammen med produceren Gary Langan (Art of Noise) og pianisten Jon Carin. Samarbejdet mellem Teschl/Langan og pladeselskabet BMG fungerede dog ikke, så efter udgivelsen af det remixede album “Moving On” i april 1998 på BMG-Arista, stoppede BMG og Teschl samarbejdet. Året efter vandt Teschl og Trine Jepsen Dansk Melodi Grand Prix 1999 med sangen “Denne Gang” skrevet af Ebbe Ravn. Sangen, der blev fremført på engelsk ved Eurovisionen i Jerusalem i maj 1999, opnåede en 8. plads. I 1999 indgik Teschl pladekontrakt med EMIs label CMC og forlagskontrakt med EMI Music Publishing, og i maj 2000 udgav han sit tredje soloalbum “Happy Depression” med produceren Per Chr. Frost.

### Diskografi
- This is how you fall in love (BMG, 1995)
- Moving on (BMG, 1998)
- Happy Depression (EMI, 2000)